# Districte de Palma
El Districte de Palma és un districte de Moçambic, situat a la província de Cabo Delgado. Té una superfície 3.576 kilòmetres quadrats. En 2015 comptava amb una població de 52.269 habitants. Engloba algunes illes de l'arxipèlag de les Quirimbas: Metundo, Vamizi, Queramimbi, Rongui i Tecomaji. Limita al nord i nord-oest amb Tanzània a través del riu Rovuma, a l'oest amb el districte de Nangade, al sud amb el districte de Mocímboa da Praia i a l'est amb l'oceà Índic.

## Divisió administrativa
El districte està dividit en quatre postos administrativos (Olumbe, Palma, Pundanhar e Quionga), compostos per les següents localitats:
- Posto Administrativo d'Olumbe:
  - Olumbe, e
  - Quissengue
- Posto Administrativo de Palma:
  - Mute, e
  - Palma
- Posto Administrativo de Pundanhar:
  - Nhica Rovuma
- Posto Administrativo de Quionga:
  - Quirinde